# 格伦科夫
格伦科夫（Glen Cove）是美国纽约州拿骚县和塞尼卡县位于长岛北岸的一座城市。截至2010年美国人口普查，城市人口为26,964人。
作为20世纪初北岸黄金海岸的一部分，格伦湾人口众多。拿骚县的五个自治政府，格伦湾是其中的两个市之一，而不是一个镇，另一个是南岸的长滩。
该市也拥有20世纪几个成功的制造基地。